# Piotr Kozlov
Piotr Kouzmitch Kozlov (del ruso: Пётр Кузьмич Козлов) (Dujovshina, 16 de octubre de 1863 - Peterhof, cerca de Novgorod 26 de septiembre de 1935) fue un explorador ruso que continuó los estudios de Mongolia y el Tíbet emprendidos por su mentor Nikolái Przewalski. 

## Biografía
Aunque destinado por sus padres a una carrera militar, su encuentro con el geógrafo y explorador Nikolái Przewalski fue determinante y optó por seguirle en sus expediciones en Asia Central. Después de la muerte de su mentor, continuó sus viajes por Asia, bajo la dirección de sus sucesores Pevtsov y Roborovski. En 1895, fue llevado a sustituir a Roborovski, enfermo, en el curso de una expedición. De 1899 a 1901, exploró y describió más tarde en un libro, los cursos superiores del río Amarillo, del Yangtsé y del Mekong.
A principio de los años 1900, en el apogeo de la rivalidad del Gran Juego, Kozlov competía con Sven Hedin y Aurel Stein en la exploración de Xinjiang. Aunque tenía buenas relaciones con Hedin y los otros exploradores extranjeros, el gobierno británico, representado por el cónsul en Kachgar, George Macartney, vigilaba sus movimientos en Asia Central. En 1905, la reunión de Kozlov y el 13º Dalái lama en Ourga provocó «sudores fríos en la Oficina de Guerra británica», especialmente después de las declaraciones del Lama de «residir en los confines de Rusia».
Durante la expedición de Mongolia y Sichuan de 1907-09, Kozlov exploró el desierto de Gobi y descubrió las ruinas de Khara-Khoto, antigua ciudad medieval tangut conquistada por la dinastía Ming de China en 1372, y luego abandonada. Las excavaciones le llevaron varios años y llevó de vuelta a San Petersburgo al menos 2000 libros escritos en lengua tangut que descubrió en el sitio. Kozlov describió sus hallazgos en una obra voluminosa titulada Mongolia, el Amdo y la ciudad muerta de Khara-Khoto (1923).
Su última expedición al Tíbet y Mongolia (1923-26) le permitió el descubrimiento de un número sin precedentes de tumbas Xiongnu (kurganes) en Noin-Ula. Después de haber llevado a San Petersburgo muestras de tejidos de Bactria fechados en más de 2000 años. En esa expedición iba acompañado por su mujer, Elizabeth V. Kozlova  (1892–1975), 29 años menor que él, ornitóloga de la expedición (y que continuó publicando más adelante muchas monografías y artículos científicos sobre la avifauna de Asia Central).
Luego Kozlov dejó toda actividad científica y se retiró a Peterhof, un pueblo cerca de Novgorod, donde murió en 1935.